# 1887
Évszázadok: 18. század – 19. század – 20. század
Évtizedek: 1830-as évek – 1840-es évek – 1850-es évek – 1860-as évek – 1870-es évek – 1880-as évek – 1890-es évek – 1900-as évek – 1910-es évek – 1920-as évek – 1930-as évek
Évek: 1882 – 1883 – 1884 – 1885 –  1886 – 1887 – 1888 – 1889 – 1890 – 1891 – 1892

## Események

### Határozott dátumú események
- február 12.–március 24. – Hármas szövetség alakul az Osztrák–Magyar Monarchia, Olaszország és az Nagy-Britannia részvételével, Törökország védelmében egy orosz támadással szemben (Földközi-tengeri szerződés).
- május 10. – A szervezett mentés elindulása Magyarországon; megalakul a Budapesti Önkéntes Mentőegyesület Kresz Géza kezdeményezésére.
- május 18. – Megalapították a Szent István Közgazdasági Szakgimnázium és Kollégiumot ,,Budapest fővárosi IX. kerületi nyilvános községi Polgári és Közép Kereskedelmi Iskola" néven.
- július 7. – A bolgár nemzetgyűlés a Szász-Coburg-Gothai házból származó Ferdinándot választja uralkodónak.[1]
- november 28. – Megnyílik Budapest első villamosvonala a Nyugati pályaudvar és a Király utca között, ezzel Magyarországon is megjelenik a villamosított közúti vasút.
- november 11. – Négy chicagói szakszervezeti vezetőt (Albert Parsonst, August Spiest, Adolf Fischert és George Engelt) halálra ítélnek és felakasztanak, az 1886. május 3-i munkástüntetést és rendőrsortüzet követő megtorlás keretében (1893-ban rehabilitálják őket).

### Határozatlan dátumú események
- az év folyamán –
  - Lazar Markovics Zamenhof befejezi az eszperantó nyelv kezdeti változatának kifejlesztését.
  - Magyarországon elsőként a Feketekörösi Ármentesítő Társulat építi ki a vezetékes telefonhálózatát.[2]
  - A portugálok ténylegesen elfoglalják Mozambik területét.[3]
  - A katonailag és politikailag alárendelt helyzetbe kényszerített délkelet-ázsiai államok, Kokinkína, Kambodzsa, Annam és Tonkin egyesítésével a franciák létrehozzák az Indokínai Uniót.[4]

## Az év témái

### 1887 az irodalomban
Megjelenik Sir Arthur Conan Doyle első Sherlock Holmes története, A Bíborvörös dolgozószoba (A Study in Scarlet) címen.

### 1887 a sportban
- április 20. – Az első autóverseny (La Vélocipède) megrendezése Párizsban 31 kilométeres távon, a győztes gróf Jules Felix Philippe Albert de Dion Malfiance lett, De Dion gőzhajtású járművel.

### 1887 a tudományban
- november 8. – Emile Berliner amerikai feltaláló szabadalmat szerez a gramofonra.
- az év folyamán – Heinrich Hertz német fizikus elsőként állít elő elektromágneses hullámokat.[5]

## Születések
- január 1. – Wilhelm Canaris tengernagy, a német katonai hírszerzés (Abwehr) vezetője († 1945)
- január 10. – Némethy Vilmos magyar ügyvéd, közjegyző, lapkiadó, kisgazdapárti országgyűlési képviselő († 1972)
- január 19. – Bokor Elemér magyar zoológus († 1928)
- január 23. – Kállay Miklós miniszterelnök († 1967)
- január 23. – Reményi József szobrász, érem- és plakettművész († 1977)
- február 1. – Laky Dezső statisztikus, gazdaságpolitikus, 1940–1941-ben tárca nélküli miniszter, az MTA tagja († 1962)
- február 7. – Vaszilij Ivanovics Csapajev orosz katonatiszt († 1919)
- február 13. – Csáth Géza magyar író († 1919)
- február 21. – Abonyi Andor költő, ügyvéd († 1915)
- március 8. – Kossuth Pál magyar földbirtokos, főszolgabíró, országgyűlési képviselő († 1966)
- március 16. – Sebestény Gyula Kossuth-díjas tüdősebész († 1954)
- március 17. - Zalánfy Aladár magyar orgonaművész, orgonaszakértő, zenepedagógus († 1959)
- március 18. – Berény Róbert festőművész, grafikus († 1953)
- március 19. – Kabos Gyula magyar komikus színész († 1941)
- március 21. – Kassák Lajos magyar író, költő, műfordító, képzőművész († 1967)
- március 25. – Nagumo Csúicsi japán admirális († 1944)
- április 4. – Palóczi Edgár kultúrtörténész, tanár († 1944)
- április 21. – Alexandra Viktória schleswig-holstein-sonderburg-glücksburgi hercegnő († 1957)
- április 23. – Törzs Jenő magyar színművész († 1946)
- május 16. – Pasteiner Iván könyvtáros, az Egyetemi Könyvtár igazgatója († 1962)
- május 25. – Pietrelcinai Szent Pio stigmatizált kapucinus szerzetes († 1968)
- június 5. – Demel Aladár magyar ügyvéd, országgyűlési képviselő († 1963)
- június 22. – Julian Huxley angol biológus, zoológus, szakíró († 1975)
- június 25. – Karinthy Frigyes író († 1938)
- július 7. – Marc Chagall orosz festőművész († 1985)
- július 18. – Vidkun Quisling norvég katonatiszt, kollaboráns politikus († 1945)
- augusztus 12. – Erwin Schrödinger Nobel-díjas osztrák fizikus, a kvantummechanika egyik atyja († 1961)
- augusztus 27. – I. Károly osztrák császár, IV. Károly néven magyar és III. Károly néven cseh király († 1922)
- augusztus 28. – Kühár István szlovén római katolikus pap, aki részt vett a Szlovenszka krajina-program kidolgozásában és aláírásában († 1922)
- szeptember 16. – Hans Arp német költő, festő, szobrász († 1966)
- szeptember 16. – Nadia Boulanger francia zenepedagógus († 1979)
- október 6. – Le Corbusier svájci építész († 1965)
- október 8. – Nyiry István magyar gépészmérnök, országgyűlési képviselő († 1945)
- október 10. – Breuer György magyar ornitológus († 1955)
- október 13. – Jozef Tiso szlovák pap, politikus († 1947)
- október 20. – Farkas István festőművész († 1944)
- október 31. – Csang Kaj-sek kínai politikus, katonai vezető († 1975)
- november 7. – Gragger Róbert magyar irodalomtörténész († 1926)
- november 10. – Arnold Zweig német író († 1968)
- november 12. – Bodor Márton magyar géplakatos, országgyűlési képviselő († 1972)
- november 14. – Áprily Lajos költő, műfordító († 1967)
- november 15. – Georgia O’Keeffe amerikai festőművésznő († 1986)
- november 15. – Marianne Moore amerikai költőnő († 1972)
- november 17. – Sir Bernard Law Montgomery brit vezértábornagy (Field Marshal) († 1976)
- november 23. – Boris Karloff (eredeti nevén William Henry Pratt) angol színész († 1969)
- november 28. – Ernst Röhm német katona, politikus, a Sturmabteilung alapítója († 1934)
- december 3. – Czapik Gyula egri érsek († 1956)
- december 13. – Pólya György matematikus († 1985)

## Halálozások
- január 17. – Laurent-Charles Maréchal(wd) francia üvegfestő (* 1801)
- január 28. – Ágoston Antal a Szent István és Szent László Társulat titkára (* 1829)
- február 27.  - Alekszandr Porfirjevics Borogyin orosz zeneszerző, az "Orosz ötök" egyike (* 1833)
- március 17.  – Kincsem a legendás angol telivér és anyakanca (* 1874)
- március 20. – Csáky Rudolf a főrendiház tagja és Szepes vármegye örökös főispánja (* 1811)
- április 27. – Alfred Reumont német diplomata, történetiró (* 1808)
- május 15. – Kéry Imre orvos, az MTA tagja (* 1798)
- május 17. – Szombathelyi Ferenc magyar katonatiszt, vezérezredes, a Honvéd Vezérkar főnöke (* 1934)
- június 5. – Holländer Leó honvédtiszt, éremgyűjtő (* 1805)
- augusztus 18. – Vincenz Franz Kostelecky(wd) cseh-osztrák orvos, botanikus (* 1801)
- november 12. – Mészöly Géza festőművész (* 1844)
- november 13.
  - Bakody Árpád magyar orvos (* 1858)
  - Bruck Pál magyar orvos (* 1860)
- november 17. – Andreas Räss német egyházi író, püspök (* 1794)
- november 18. – Gustav Fechner német fizikus és természetfilozófus (* 1801)
- november 19. – Emma Lazarus amerikai költőnő (* 1849)
- november 21. – Bobics Károly magyar mérnök (* 1812)
- november 30. – Chernel Ferenc magyar újságíró (* 1823 körül)

## Évfordulók, ünnepek
- május 10. – A mentők napja Magyarországon.